# Графство Спонхайм
Графство Спонхайм или Спанхайм (на немски: Grafschaft Sponheim, Spanheim, Spanheym) е имперска територия в Свещената Римска империя между Рейн и Мозел, около Хунсрюк, в днешен Рейнланд-Пфалц.
Съществува през Развитото Средновековие до Наполеоновите войни.
Първият с името Спонхайм е Зигфрид от 1050 г. в околността на Хунсрюк.
Мегинхард фон Спонхайм се жени през 1124 г. за Мехтилд, наследничка на Мьорсберг и на голяма част от графство Неленбург. Мегинхард се нарича пръв граф на Спонхайм.
Граф Готфрид III († 1218) се жени за Аделхайд фон Сайн († 1263), наследничка на Графство Сайн, което се поделя между синовете му.
Братята Йохан I, Хайнрих I и Симон I си разделят цялото наследство преди 1237 г.:
- Йохан I е основател на линията Щаркенбург (Долно графство Спонхайм) и наследник на Сайн
- Хайнрих I е основател на линията Спонхайм-Хайнсберг
- Симон I е основател на линията Кройцнах (Горно графство Спонхайм)

През 1707 г. Горното графство е поделено реално между маркграфство Баден и Курпфалц, през 1776 г. също и Долното графство между Баден и Пфалц-Цвайбрюкен.
През 1794 г. е към Франция и през 1815 г. към Прусия, княжество Олденбург и Бавария.